# Tommy Eichenberg
Tommy Eichenberg (Cleveland, 11 gennaio 2001) è un giocatore di football americano statunitense che milita nel ruolo di linebacker per i Las Vegas Raiders della National Football League (NFL). Al college ha giocato per Ohio State.

## Carriera universitaria
Eichenberg, originario di Cleveland in Ohio, cominciò a giocare a football nella locale Saint Ignatius High School. dove nell'ultimo anno fece registrare 126 tackle, otto sack e cinque passaggi deviati e fu inserito nella squadra dei migliori giocatori delle scuole superiori dello Stato (First-Team All-Ohio). Valutato come un prospetto di alto livello per il college football (quattro stelle su cinque), Eichenberg inizialmente scelse di andare a giocare per il Boston College, ma infine, ricevute svariate offerte da college di primo piano come Michigan, Michigan State, Iowa e Kentucky, decise di andare all'Ohio State con i Buckeyes che militano nella Big Ten Conference (B1G) della Divisione I della Football Bowl Subdivision (FBS) della NCAA.
Nel suo primo anno con i Buckeyes giocò solo quattro gare per poi essere fatto redshirt, ossia poteva allenarsi ma senza disputare gare ufficiali. Entrato in squadra nel suo secondo anno, dal terzo anno diventò linebacker titolare. Concluse la stagione secondo in squadra per tackle, con 64. Eichenberg fu nominato MVP difensivo del Rose Bowl del 2022 dopo aver fatto 17 tackle nella vittoria 48-45 su Utah. Al termine della stagione fu inserito nel First-Team All-B1G e nel Second-Team All-America della Football Writers Association of America. Eichenberg decise di giocare per un quinto anno con i Buckeyes tornando anche per la stagione 2023. Concluse la stagione con dieci presenze facendo registrare 82 tackle, un sack e un fumble forzato e venendo nominato per il secondo anno di fila nel First-Team All-B1G.
Il 2 gennaio 2024 Eichenberg annunciò di voler passare tra i professionisti e di candidarsi quindi al successivo draft NFL.
Premi e riconoscimenti
- 2 First-Team All-B1G (2022,2023)

Statistiche al college
| Stagione | Stagione   | Stagione   | Stagione   | Stagione | Stagione | Difesa   | Difesa   | Difesa   | Difesa   | Difesa   | Difesa   |
| Anno     | Squadra    | Campionato | Conference | P        | PT       | T. tot.  | T. sol.  | T. ass.  | Sack     | Int.     | F.F.     |
| -------- | ---------- | ---------- | ---------- | -------- | -------- | -------- | -------- | -------- | -------- | -------- | -------- |
| 2019     | Ohio State | FBS Div. I | B1G        | -        | -        | redshirt | redshirt | redshirt | redshirt | redshirt | redshirt |
| 2020     | Ohio State | FBS Div. I | B1G        | 1        | 2        | 2        | 0        | 2        | 0,0      | 0        | 0        |
| 2021     | Ohio State | FBS Div. I | B1G        | 13       | 4        | 64       | 33       | 31       | 0,0      | 1        | 0        |
| 2022     | Ohio State | FBS Div. I | B1G        | 13       | 12       | 120      | 33       | 31       | 2,5      | 1        | 0        |
| 2023     | Ohio State | FBS Div. I | B1G        | 10       | 10       | 80       | 40       | 40       | 1,0      | 0        | 1        |
| Totale   | Totale     | Totale     | Totale     | 37       | 26       | 266      | 150      | 116      | 3,5      | 2        | 1        |

Fonte: Football Database

## Carriera professionistica

### Las Vegas Raiders
Eichenberg fu scelto nel corso del quinto giro (148ª scelta assoluta) del Draft NFL 2024 dai Las Vegas Raiders. Il 9 maggio 2024 Eichenberg firmò il suo contratto da rookie: un accordo quadriennale da 4,35 milioni di dollari, di cui 337.000 dollari garantiti alla firma.
Debuttò il 15 settembre 2024 nella gara di settimana due, la vittoria 26-23 contro i Baltimore Ravens, in cui giocò 21 snap negli special team. Giocò la sua prima partita come titolare nella gara del quinto turno, la sconfitta 18-34 contro i Denver Broncos, in cui giocò in difesa e negli special team, mettendo a segno un tackle. Nella gara di settimana 11, la sconfitta 19-34 contri i Miami Dolphins, giocò per la prima volta contro suo fratello Liam. Terminò la sua prima stagione da professionista con 14 presenze, di cui una come titolare, mettendo a tabellino complessivamente 13 placcaggi.
Prima della stagione 2025 i Raiders persero nella free agency i linebacker titolari, Robert Spillane e Divine Deablo, con i commentatori che videro quindi anche la possibilità che Eichenberg fosse maggiormente utilizzato.

## Statistiche

### Stagione regolare
| Stagione | Stagione | Stagione | Stagione | Difesa  | Difesa  | Difesa  | Difesa | Difesa | Difesa | Difesa |
| Anno     | Squadra  | P        | PT       | T. tot. | T. sol. | T. ass. | Sack   | Int.   | P.D.   | F.F.   |
| -------- | -------- | -------- | -------- | ------- | ------- | ------- | ------ | ------ | ------ | ------ |
| 2023     | LV       | 14       | 1        | 13      | 8       | 5       | 0,0    | 0      | 0      | 0      |
| Totale   | Totale   | 14       | 1        | 13      | 8       | 5       | 0,0    | 0      | 0      | 0      |

Fonte: Football Database

## Vita privata
Eichenberg è il fratello minore di Liam che ha giocato a football americano al college al Notre Dame e poi è stato selezionato nel draft NFL 2021 dai Miami Dolphins.